# Naturschutzgebiet Hohenover Süd
Koordinaten: 51° 38′ 36″ N, 7° 55′ 15″ O
Das Naturschutzgebiet Hohenover Süd liegt auf dem Gebiet der kreisfreien Stadt Hamm in Nordrhein-Westfalen.
Das  aus zwei Teilflächen bestehende 47,40 ha große Gebiet, das im Jahr 1999 unter der Schlüsselnummer HAM-028 unter Naturschutz gestellt wurde, erstreckt sich südöstlich der Kernstadt Hamm und nördlich von Süddinker entlang der nördlich fließenden Ahse. Am westlichen Rand des Gebietes verläuft die A 2. Nordwestlich des Gebietes erstreckt sich das rund 25 ha große Naturschutzgebiet (NSG) Ahsemersch, westlich das rund 22,7 ha große NSG Ahsemersch Süd und nördlich das rund 34,8 ha große NSG Hohenover.
Schutzziel ist die „Rückführung von gewässernahen Ackerflächen in Grünland“. Dies geschieht zur „Abpufferung von Fließgewässerabschnitten, denen als Vernetzungsbiotop im Naturraum eine besondere Bedeutung zukommt“. Ziel ist der „Erhalt und die Optimierung einer grünlandreichen Niederung mit teilweise stark mäandrierendem Fließgewässerverlauf in der ansonsten weitgehend strukturarmen und intensiv ackerbaulich genutzten Hellwegbörde“.